# Emic og Etic
Emic og Etic er begreber, som bliver brugt i forskellige humanistiske og socialvidenskabelige fag, såsom antropologi, etnologi, sociologi, lingvistik og religionssociologi til at beskrive forskellige typer af data. Emic betyder, at forskeren ser en kultur eller et system med insiderens øjne og laver en beskrivelse, som tager sigte på, at deltageren/deltagerne i undersøgelsen kan genkende den som rigtig. Etic betyder i modsætning til emic, at forskeren ser en kultur eller et system udefra. I en etic beskrivelse benytter forskeren sig af sin viden og forskningens vokabularium.[kilde mangler] For at forstå en kultur kan begge tilgange værre nyttige. Hvis man skal sammenligne kulturer – det komparative perspektiv – er etic tilgangen uomgængelig.[kilde mangler] Begreberne blev introduceret af den amerikanske lingvist Kenneth Pike, som argumenterede for, at de redskaber, som var udviklet til at beskrive lingvistiske systemer, kunne benyttes til at beskrive menneskelig adfærd generelt. Emic og etic er afledt af de lingvistiske begreber "phonemic" og "phonetic". Begreberne blev yderligere udviklet af antropologerne Ward Goodenough og Marvin Harris. Hvor Goodenough primært var interesseret i at forstå de kulturelt specifikke trosforestillinger og handlingers betydning var Harris primært interesseret i at forklare menneskelig adfærd.